# Anatolij Fomenko
Anatolij Timofejevič Fomenko, Анатолий Тимофеевич Фоменко (* 13. března 1945) je akademik na Ruské akademii věd, doktor fyzicko-matematických věd a profesor moskevské Lomonosovovy univerzity. Je též laureátem státní ceny Ruské federace roku 1996 (v oblasti matematiky). Napsal 180 vědeckých prací a 24 matematických učebnic. Odborně se zabývá geometrií a topologií. Fomenko je známý jako autor kontroverzních historicko-revisionistických knih (Nová chronologie).